# Ramón Duvalón
Ramón Duvalón (* 31. August 1954) ist ein ehemaliger kubanischer Boxer.
Duvalón war kubanischer Meister 1974, 1975 und 1976 im Fliegengewicht (-51 kg).
1974 gewann Duvalón die Silbermedaille der Zentralamerika- und Karibikmeisterschaften in Caracas. Im Jahr darauf erkämpfte er sich die Goldmedaille der Panamerikanischen Spiele in Mexiko-Stadt. Bei den Olympischen Spielen 1976 erreichte Duvalón nach Siegen über Souley Hancaradu, Nigeria (w.o.), Toshinori Koga, Japan (5:0), Ian Clyde, Kanada (5:0), und David Torosyan, Sowjetunion (DQ 2.), das Finale. In diesem stand ihm der US-Amerikaner Leo Randolph gegenüber, dem er mit 3:2 Richterstimmem unterlag.

## Quelle
- amateur-boxing.strefa.pl

| Personendaten    | Personendaten     |
| ---------------- | ----------------- |
| NAME             | Duvalón, Ramón    |
| KURZBESCHREIBUNG | kubanischer Boxer |
| GEBURTSDATUM     | 31. August 1954   |